# Delirio d'amore (film 1942)
Delirio d'amore (La Symphonie fantastique) è un film del 1942 diretto da Christian-Jaque e basato sulla vita del compositore francese Hector Berlioz.

## Trama
Il giovane Hector Berlioz abbandona gli studi di medicina per dedicarsi alla musica. Si innamora follemente dell'attrice Harriet Smithson, ne fa l'"idea fissa" della sua Sinfonia fantastica e la sposa nonostante l'opposizione della famiglia.
La gioia del nuovo amore forse non basta a superare le difficoltà che si incontrano nel mondo musicale; dovrà attendere la vecchiaia per vedere riconosciuta la sua bravura e la sua opera.